# Rękopis królowodworski

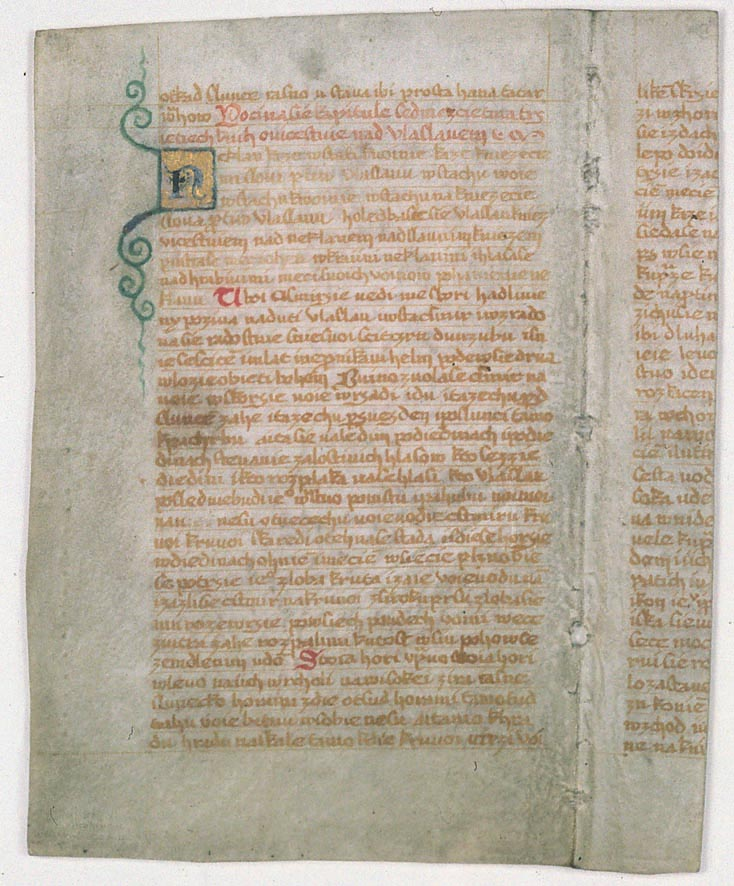
Karta z Rękopisu królowodworskiego

Rękopis królowodworski (cz. rukopis královédvorský) – rzekomy rękopis dotyczący najstarszych dziejów Czech, w rzeczywistości XIX-wieczna mistyfikacja Václava Hanki i Josefa Lindy.
Rękopis został rzekomo odnaleziony przez Hankę w 1817 roku w kościele w Dvoře Králové nad Łabą (Dwór królowej, stąd nazwa) w północno-wschodnich Czechach i ogłoszony drukiem rok później. Zdaniem odkrywcy pochodził on z XIII wieku. Składa się na niego 12 całych, zapisanych obustronnie kart pergaminowych i 4 karty pocięte na części. Wszystkie karty mają wymiary 12×7/8 cm i od 31 do 33 linijek tekstu.
Rękopis zawiera sześć pieśni epickich opiewających zwycięstwa odniesione przez Czechów nad różnymi najeźdźcami (Ludissa i Lubor albo o sławnym turnieju, Czestmir, Zabój albo O wielkiej klęsce, Oldrzych, Benesz Harmanów, Jarosław, czyli o wielkich bojach chrześcijan z Tatarami), dwie pieśni liryczno-epickie (Jelen, Zbychoń) i sześć pieśni czysto lirycznych (Wianek, Jagody, Róża, Zazulka, Opuszczona, Skowronek).
Rękopis królowodworski, wraz z odkrytym niedługo po nim rękopisem zielonogórskim stał się wielkim wydarzeniem w ówczesnych Czechach i innych krajach słowiańskich, przyczyniając się do budzenia świadomości narodowej. Jego polski przekład autorstwa Lucjana Siemieńskiego ukazał się w 1836 roku. Informacje zawarte w rękopisie były powszechnie wykorzystywane przez XIX-wiecznych historyków do rekonstrukcji najstarszych dziejów Czech; jako jeden z nielicznych krytyczne stanowisko zajął wówczas czeski językoznawca Josef Dobrovský, zarzucając jego „odkrywcy” fałszerstwo.
W II połowie XIX wieku badacze wykazali fałszerstwo obu rękopisów, które okazały się zręczną mistyfikacją Hanki oraz Lindy. Zasługi w odkryciu mistyfikacji miał m.in. Tomáš Garrigue Masaryk, historyk literatury, a także zasłużony działacz niepodległościowy i późniejszy prezydent Czech.